# Bojowce

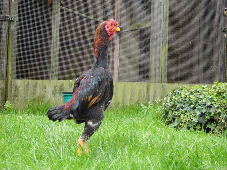
Kogut rasy ko-shamo

Bojowce, kury bojowe – grupa kur służąca głównie do walk, ale też do wystaw. Rasy takie, jak bojowiec malajski, wywodzą się od dzikich kur. Niektóre z nich mają długi ogon; np. koeyoshi, lecz większość ma ogony krótkie. Rasy służące do walk to np. yamato gunkey i shamo, a do wystaw satsumadori i bojowiec indyjski.

## Rasy
Nie jest zbyt dużo ras bojowców, najczęściej hodowane to: shamo, bojowiec staroangielski i nowoangielski. W niektórych krajach, na przykład w Peru, istnieją kury bojowe nieznane na innych kontynentach. Są to bojowiec peruwiański i bojowiec bezogonowy.

### Lista ras kur bojowych zarejestrowanych na standardzie
- Asil (Aseel)
- Bojowiec brugijski
- Bojowiec indyjski (Cornish)
- Bojowiec lutycki
- Bojowiec malajski
- Bojowiec nowoangielski
- Bojowiec pallatyński
- Bojowiec staroangielski
- Bojowiec sudański
- Koeyoshi
- Ko-shamo
- Madras (rasa kur)
- Orłowska
- Satsumadori
- Shamo
- Sumatra (rasa kur)
- Tuzo
- Wronogłówka holenderska
- Yamato gunkey